# Humpty Dumpty w Oakland
Humpty Dumpty w Oakland (ang. Humpty Dumpty in Oakland) – realistyczna powieść Philipa K. Dicka. Powstała w 1960 roku, była odrzucana przez poszczególnych wydawców i pierwszej publikacji doczekała się dopiero w 1986 roku w Wielkiej Brytanii przez wydawnictwo Gollancz. W Stanach Zjednoczonych wydana po raz pierwszy w 2007 roku przez Tor Books. W Polsce ukazała się w czerwcu 2009 roku nakładem wydawnictwa Rebis, w tłumaczeniu Jarosława Rybskiego.